# Herrengedeck

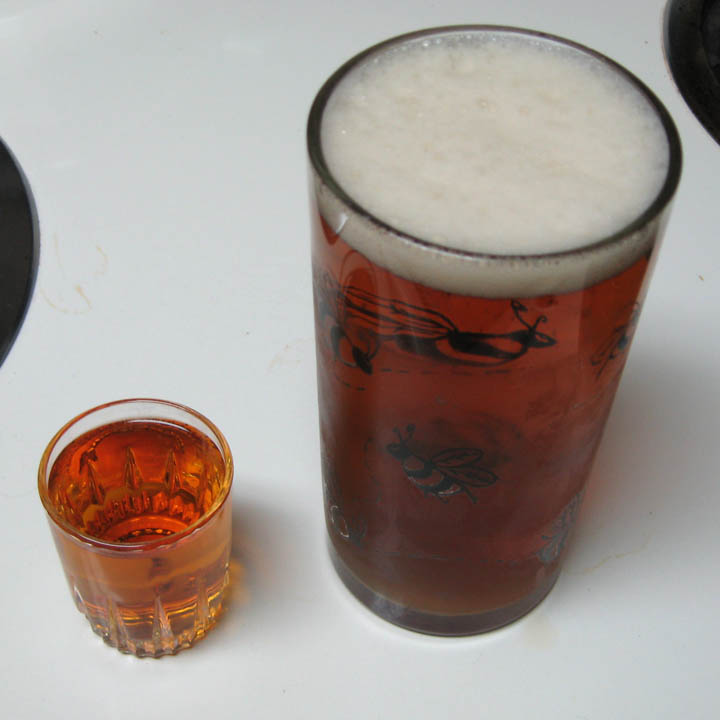
Ein Bier mit Whisky, ein Boilermaker

Ein Herrengedeck ist eine Kombination zweier alkoholischer Getränke, meistens ein Bier und ein Schnaps, die getrennt gereicht werden.
Es gibt auch ein Damengedeck. Manchmal wird als Herrengedeck eine Mischung aus Pils und Sekt bezeichnet.

## Trivia
- In einem Text des Dresdner Kabarettisten Tom Pauls als Ilse Bähnert wird das Herrengedeck als sächsisches Kultgetränk gepriesen und die Kombination von Bier und Sekt als DDR-Kreation dargestellt.[2]

- Im Song von Horst Schlämmer (Gisela, Isch möchte nischt) bestellt Horst am Anfang des Liedes zweimal Herrengedeck.[3]
- Die ersten beiden Alben des Duos Audio88 & Yassin heißen Zwei bzw. Nochmal Zwei Herrengedeck, Bitte.